# وایت هرس (نیوجرسی)
وایت هرس (به انگلیسی: White Horse) یک منطقهٔ مسکونی در ایالات متحده آمریکا است که در همیلتون، نیوجرسی واقع شده‌است. وایت هرس ۸٫۱۲۹ کیلومتر مربع مساحت و ۹٬۴۹۴ نفر جمعیت دارد و ۲۸ متر بالاتر از سطح دریا واقع شده‌است.